# Voetbalkampioenschap van het Ertsgebergte 1923/24
In 1923/24 werd het vierde voetbalkampioenschap van het Ertsgebergte gespeeld, dat georganiseerd werd door de Midden-Duitse voetbalbond. De voorgaande jaren bestond deze competitie ook, maar fungeerde als tweede klasse van de Kreisliga Mittelsachsen. Geen van de clubs slaagde erin te promoveren.
VfL 07 Schneeberg werd kampioen en plaatste zich zo voor de Midden-Duitse eindronde. De club verloor met 14:1 van Zwickauer SC

## Gauliga
| Plaats | Club                    | Wed. | W | G | V | Saldo | Ptn. |
| ------ | ----------------------- | ---- | - | - | - | ----- | ---- |
| 1.     | VfL 1907 Schneeberg     | 9    |   |   |   | 34:90 | 18:0 |
| 2.     | TuS Alemannia 1908 Aue  | 7    |   |   |   | 18:90 | 11:3 |
| 3.     | FC Sturm 1901 Beierfeld | 9    |   |   |   | 14:15 | 11:7 |
| 4.     | FC Viktoria 1913 Lauter | 6    |   |   |   | 17:11 | 9:3  |
| 5.     | FC Tanne Thalheim       | 8    |   |   |   | 07:14 | 5:11 |
| 6.     | BC Olympia Grünhain     | 9    |   |   |   | 10:16 | 5:13 |
| 7.     | FC 1910 Lößnitz         | 7    |   |   |   | 04:24 | 3:11 |
| 8.     | VfB 1914 Zwönitz        | 7    |   |   |   | 10:16 | 0:14 |

|  | Kampioen, geplaatst voor Midden-Duitse eindronde |